# Polnische Philosophische Gesellschaft
Polnische Philosophische Gesellschaft (poln. Polskie Towarzystwo Filozoficzne) ist eine wissenschaftliche Gesellschaft in Polen, gegründet 1904.
Die Gesellschaft beschäftigt sich mit der Förderung der philosophischen Wissenschaften, insbesondere Ontologie, Erkenntnistheorie, Logik, Methodologie, Ethik, Geschichte der Philosophie und Soziologie.
Die Gesellschaft wirkt in zwölf Niederlassungen in Allenstein, Breslau, Danzig, Kattowitz, Krakau, Łódź, Lublin, Posen, Stettin, Toruń, Tschenstochau und Warschau mit insgesamt 800 Mitgliedern.
Die Gesellschaft gibt die Vierteljahresschrift „Ruch Filozoficzny“ (Philosophische Bewegung) heraus.
Die Gesellschaft ist Mitglied der Vereinigung der nationalen philosophischen Gesellschaften Fédération Internationale des Sociétés de Philosophie (FISP). Den Posten des Vorsitzenden der Gesellschaft bekleidet Władysław Stróżewski.